# Заборье (Кудрявцевское сельское поселение)
Забо́рье — деревня в Торопецком районе Тверской области. Входит в состав Кудрявцевского сельского поселения.

## Этимология
Название деревни происходит от слова заборье — места, расположенного за сосновым лесом (бором). Деревня расположена в 2 км к юго-востоку от старинного центра здешней округи, погоста Метлино и, вероятно, именно по отношению к нему находится за бором.

## География
Деревня находится на берегу реки Чистица (приток Свирици). Расположена в 42 километрах к западу от города Торопец и в 7 километрах к северо-востоку от деревни Озерец. Ближайший населённый пункт — деревня Метлино.
Климат
Деревня, как и весь район, относится к умеренному поясу северного полушария и находится в области переходного климата от океанического к материковому. Лето с температурным режимом +15…+20 °С (днём +20…+25 °С), зима умеренно-морозная −10…−15 °С; при вторжении арктических воздушных масс до −30…-40 °С.
Среднегодовая скорость ветра 3,5—4,2 метра в секунду.

## История
Деревня Заборье впервые упоминается на топографической карте Фёдора Шуберта 1867—1906 годов.
В списке населённых мест Торопецкого уезда Псковской губернии за 1885 год значится деревня Заборье (Сосновка). Располагалась при реке Чистице в 35 верстах от уездного города. Имела 3 двора и 29 жителей.
На карте РККА 1923—1941 годов обозначена деревня Заборье. Имела 13 дворов.

## Население
| 2010 |
| ---- |
| 8    |

По данным переписи 2002 года, в деревне проживало 20 человек.
Национальный состав
Согласно результатам переписи 2002 года русские составляли 100 % населения деревни.